# ماسيمو سيرو
ماسيمو سيرو (بالإيطالية: Massimo Cierro)‏ مواليد 7 مايو 1964 في نابولي، هو لاعب كرة مضرب إيطالي سابق بدأ مسيرته كمحترف سنة 1984 وكان يلعب باليد اليمنى. أعلى تصنيف له في الفردي كان المركز الـ 113 في سنة 1985. أعلى تصنيف له في الزوجي كان المركز الـ 122 في سنة 1988.

## النهائيات

### الفردي: (3)
| الرقم | السنة | الدورة           | الأرضية | المنافس في النهائي | النتيجة في النهائي |
| ----- | ----- | ---------------- | ------- | ------------------ | ------------------ |
| 1.    | 1988  | باريولي، إيطاليا | ترابية  | توماس هالدين       | 6–1, 6–1           |
| 2.    | 1988  | فيرونا، إيطاليا  | ترابية  | كارلوس كوستا       | 5–7, 6–2, 7–5      |
| 3.    | 1989  | بسكارا، إيطاليا  | ترابية  | ماغنوس لارسون      | 6–3, 6–3           |

## روابط خارجية
- ماسيمو سيرو على موقع رابطة محترفي التنس (الإنجليزية)
- ماسيمو سيرو على موقع الاتحاد الدولي لكرة المضرب (الإنجليزية)
- ماسيمو سيرو على موقع خلاصة التنس.كوم (الإنجليزية)